# Porto da Prainha do Norte
O Porto da Praínha é uma instalação portuária portuguesa, localizada na freguesia da Prainha, concelho de São Roque do Pico, ilha do Pico, arquipélago dos Açores.
Esta instalação portuária é principalmente utilizada para fins piscatórios e de recreio.